# Gilmanton (New Hampshire)
Gilmanton è un comune degli Stati Uniti d'America facente parte della contea di Belknap nello stato del New Hampshire.
Qui nacque il serial killer Henry Howard Holmes.